# Soldaat

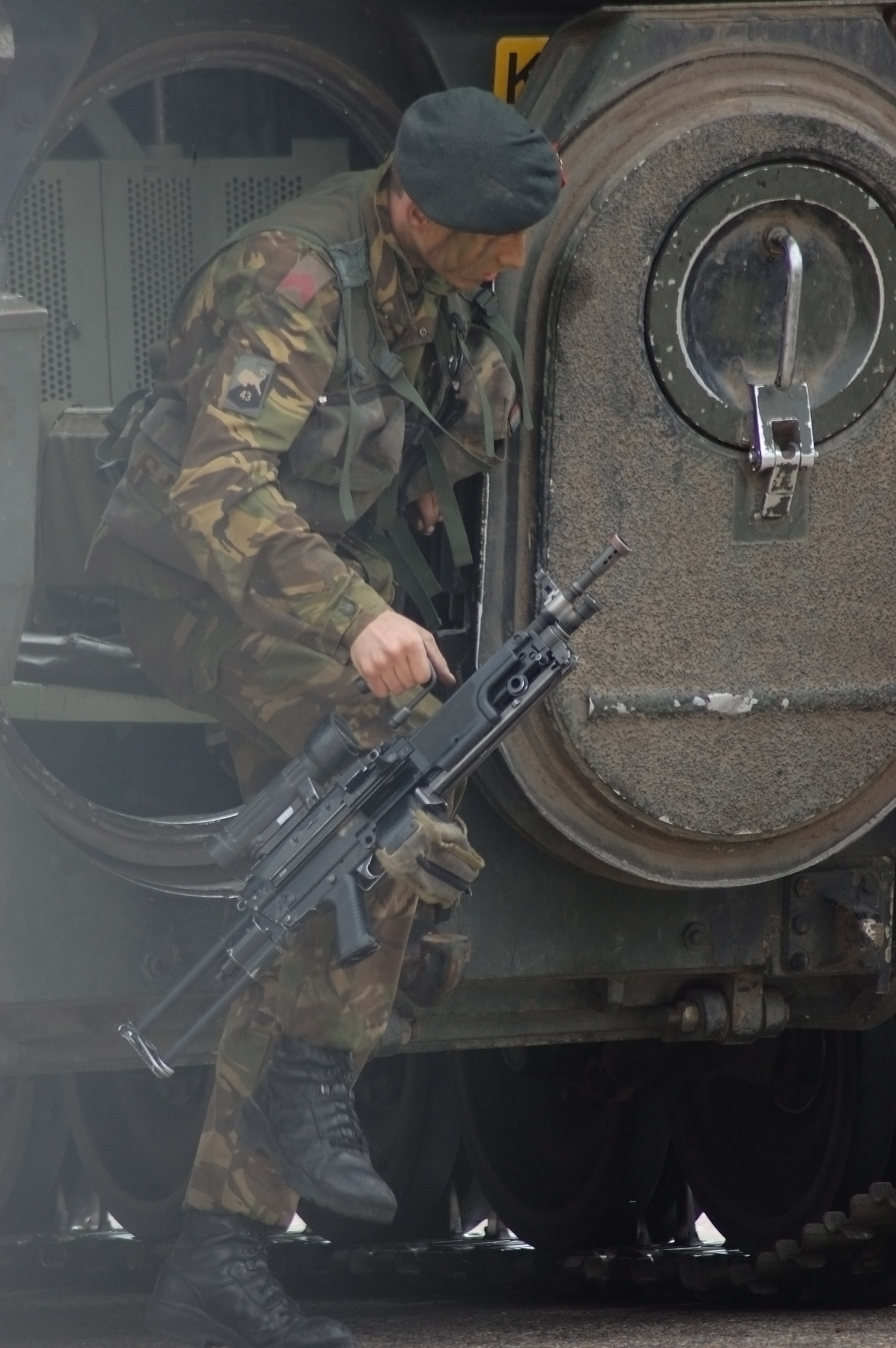
Een Nederlandse soldaat

Een soldaat was oorspronkelijk een krijgsman die tegen soldij (dus niet krachtens leenplicht of heervaart) dienstdeed.
Tegenwoordig is 'soldaat' een militaire rang (in Nederland spreekt men bij dergelijke lage rangen van standen). Soldaten of matrozen (manschappen) behoren tot het zogenoemde ongegradueerde personeel van de krijgsmacht. Zij verzorgen alle lagere uitvoerende taken en zijn inzetbaar voor verschillende diensten binnen de eenheid van het krijgsmachtonderdeel waartoe zij behoren.

## Soldaten bij de Nederlandse krijgsmacht
Binnen de Nederlandse krijgsmacht komt de stand van soldaat alleen voor bij de Koninklijke Landmacht en Koninklijke Luchtmacht. Bij de Koninklijke Marine wordt hij of zij matroos genoemd en bij het Korps Mariniers, marinier. Bij de Koninklijke Marechaussee komen de standen van marechaussee 4e en 3e klasse ermee overeen.
Binnen de Nederlandse krijgsmacht is de stand van soldaat (afgekort 'sld') sinds 2002 onderverdeeld in drie klassen:
- soldaat der derde klasse (volgt de Algemene Militaire Opleiding),
- soldaat der tweede klasse (heeft de AMO afgerond en volgt de Initiële Functie Opleiding),
- soldaat der eerste klasse (automatische bevordering, 1 jaar na afronding van de IFO).

Tijdens de opleiding wordt een soldaat rekruut of "cursist" genoemd. Een soldaat kan bevorderd worden tot korporaal.

Sld3
Sld2
Sld1

De aanspreektitel (soldaat) wijkt bij sommige wapens en dienstvakken af:
- bij de cavalerie: huzaar,
- bij de veld- en luchtdoelartillerie: kanonnier,
- bij de rijdende artillerie: rijder,
- bij de jagers en Limburgse Jagers: jager,
- bij de grenadiers: grenadier,
- bij de fuseliers: fuselier,
- bij de commando's: commando.